# ジョセフ・ベンソン・フォラカー
ジョセフ・ベンソン・フォラカー（Joseph Benson Foraker、1846年7月5日 - 1917年5月10日）はアメリカ合衆国オハイオ州の共和党の政治家。第37代オハイオ州知事。

## 伝記
フォラカーはオハイオ州ハイランド郡レインズボロ (Rainsboro) 近郊で生まれた。南北戦争時に北軍で戦った後、フォラカーはそこでファイ・カッパ・サイのメンバーでもあったコーネル大学に通った。1883年にオハイオ州知事選に出馬して落選するも、2年後に当選し、1886年から1890年まで2期4年を務めた。フォラカーは1896年に連邦上院議員に当選し1897年から1909年まで2期を務めた。その間に、フォラカー法として知られる、アメリカが新たに獲得したプエルトリコ島に民政府 (civil government) を設立する1900年の基本法 (the Organic Act of 1900) を提案した。
フォラカーは1908年の3選はならず、同年の大統領選挙の共和党の指名の候補者のうちの一人となった。レインズボロのおよそ10マイル西のハイランド郡郡庁所在地ヒルズボロの通りの "Governor Foraker Place" は彼から名づけられたものである。

## 南北戦争
フォラカーは第96オハイオ歩兵連隊のA中隊の兵卒であった。19歳の時には既に13の主要な戦いに参加して来ており、中尉と名誉大尉 (Brevet Captain) に昇進した（The Centennial History of the Phi Kappa Psi Fraternity による）。